# 伊江島ハンドー小
『伊江島ハンドー小』（いえじまはんどーぐゎー）は、戦後の沖縄で上演された沖縄の舞台作品。真境名由康（まじきなゆうこう）の沖縄歌劇の名作。嘉手苅林昌と登川誠仁が沖縄舞台の芝居での初共演する機会となった。